# Victor Söderström (ishockeyspelare)
Victor Söderström, född 26 februari 2001 i Skutskär, är en svensk professionell ishockeyspelare som spelar för Boston Bruins i NHL.

## Klubblagskarriär

### NHL

#### Arizona Coyotes
Han draftades av Arizona Coyotes i första rundan, som nummer 11 totalt, i NHL-draften 2019.

### SHL
Brynäs IF
Säsongen 2024/2025 spelade han för Brynäs IF i SHL

## Privatliv
Victor Söderström är gift med Hedvig Blom, systerdotter till Prins Daniel.